# 瑠公圳
24°57′31″N 121°32′12″E / 24.958740°N 121.536655°E

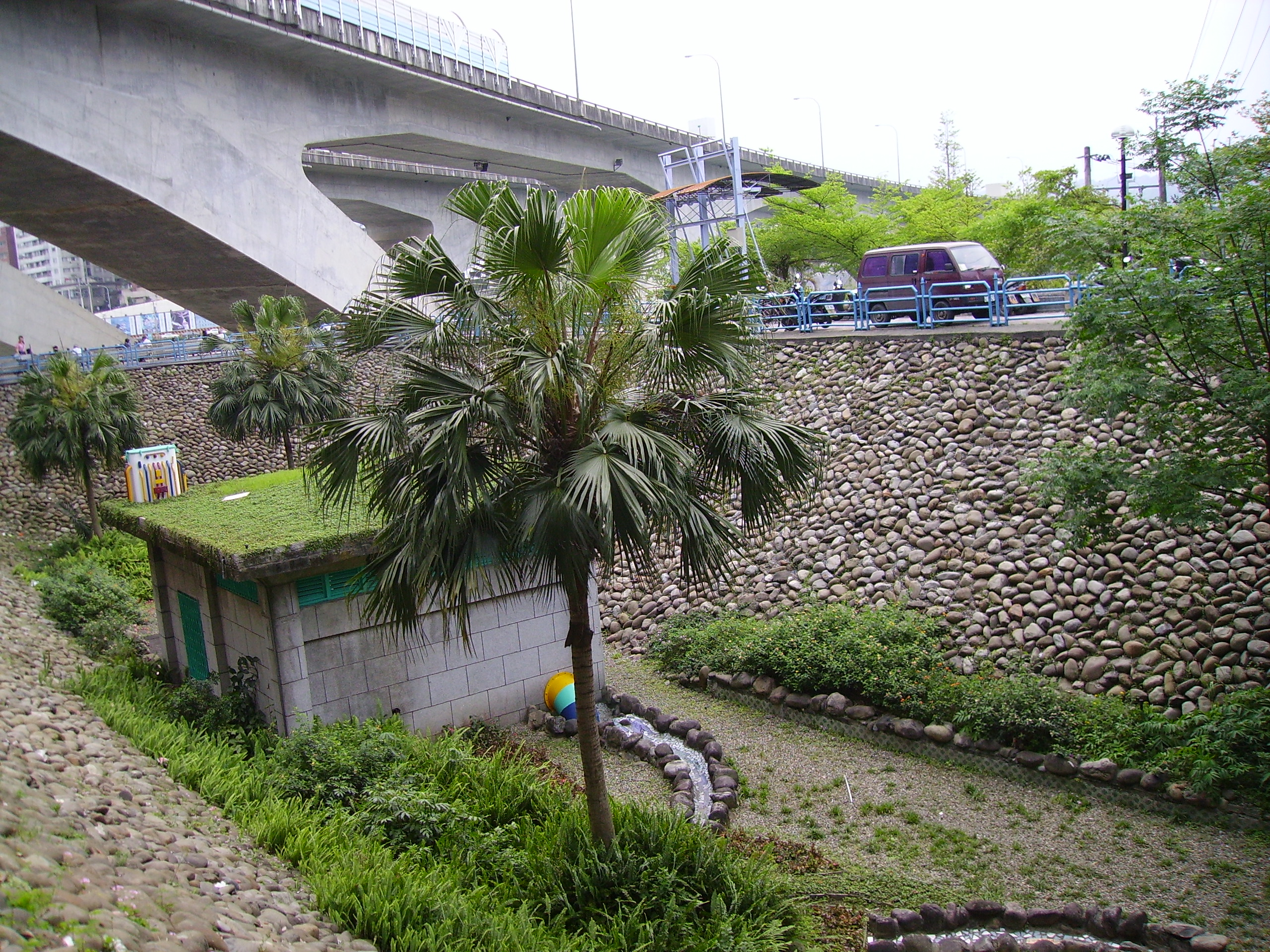
瑠公圳水門抽打站（2006年整建前），後為跨過新店溪的福爾摩沙高速公路碧潭橋。

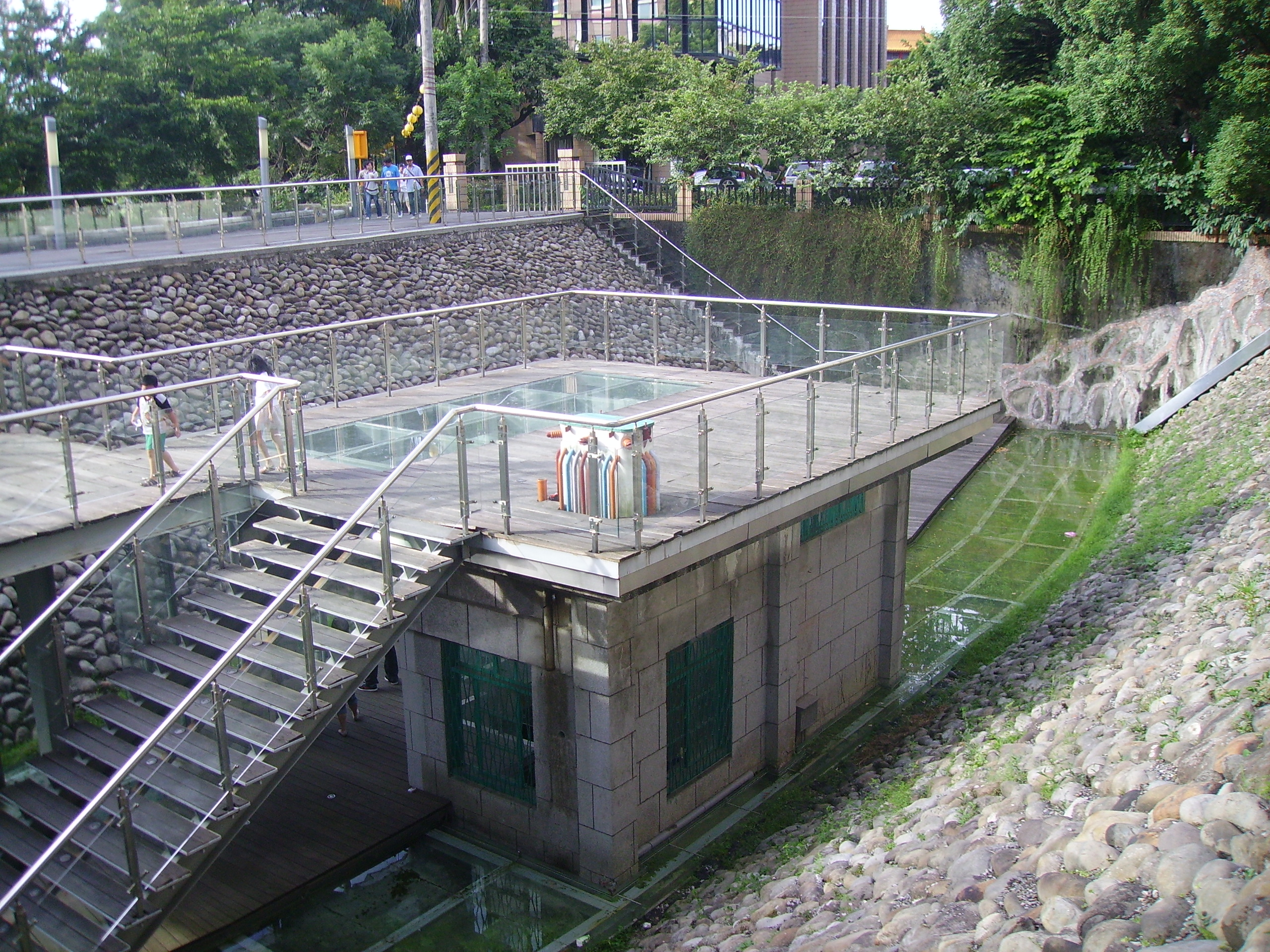
瑠公圳水門抽水站現況

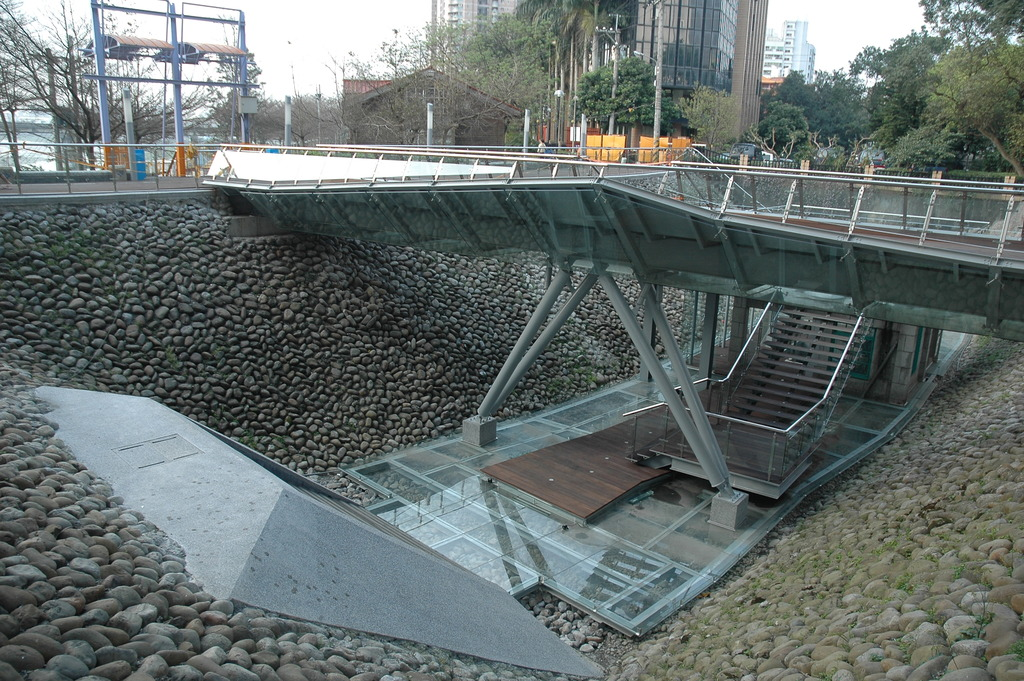
瑠公圳

瑠公圳是位於臺灣臺北的灌溉水圳系統，為清朝乾隆年間由墾戶郭錫瑠（瑠公）興建，用於灌溉今臺北市東側松山地區的農田。今日幾乎已經全部予以填平或荒廢，只在臺北市東側、新北市新店區內仍殘留幾小段水道。
由於20世紀以來臺北市區地景的快速變遷，一般大眾常對於瑠公圳的切確路線有錯誤認知。新店區的「大坪林圳」、臺北市區的「霧裡薛圳」常被誤列入瑠公圳範圍，實際上此三圳原先使用不同的水源、擁有不同的管理者、流經不同的灌溉區域，只是後期管理組織合併而導致誤解。更多人將今臺北市新生南路、新生北路高架橋下、於1930年代興建的「堀川」（特一號排水溝）誤以為是瑠公圳，但前者只是在部份路段與「霧裡薛圳」的渠道相鄰，兩者用途更大相逕庭。

## 簡介
瑠公圳為郭錫瑠（後人尊稱為瑠公」）所規劃創建。瑠公原利用陂塘開墾興雅庄一帶土地，但因陂塘只能仰賴天候積蓄雨水，加上土石淤積，於是水源漸漸不足。
雖然臺北盆地內河流水源充沛，可是水面與地面間有不小落差而無法直接取用，且河運船隻來往頻繁、河面寬廣，也無法築堰提高水面。瑠公溯新店溪往上探勘後，發現上游水源可供利用；於是他變賣家產，於1739年 (乾隆4年) 創「金順興」號，集眾在新店溪上游青潭溪口附近開鑿水圳，打算引水十數公里至自己的墾地。工程最大困難為必須人力鑿穿岩壁做導水隧道 (石硿)，但因鄰近為泰雅族原住民活動範圍，在施工過程中常遭到攻擊，因此花費十數年仍無法完成。
1753年他與大坪林五庄締約，改由五庄墾首蕭妙興等人另合股組成「金合興」號接手施工。1760年 (乾隆25年)，終於鑿通石硿圳路，共歷時22年完工。當時稱為「青潭大圳」或「上埤大圳」，由金合興號與瑠公共用水源：前者修築渠道、給水路，灌溉新店大坪林地區，稱為「大坪林圳」；後者則另修渠道幹線通過新店地區，並築木梘導水跨景美溪，經過今景美、公館、大安區、信義區、松山等地，稱「瑠公圳」。
隨後瑠公擔憂水源不足，故將取水口改往跨過青潭溪的更上游，今青潭堰北側。

## 破壞與整修
跨景美溪的渡槽最初使用平底木梘，但被兩岸往來民眾當橋樑使用，頻繁踩踏而損壞。瑠公便大量購買水缸、去底後相接通埋在河床下做暗渠，改採倒虹吸方式。但1765年8月（乾隆30年），臺北受到颱風侵襲，大雨造成山洪暴發，瑠公圳暗渠全毀，瑠公因此抑鬱成疾，於年底病逝，享壽61歲。
之後，其子郭元芬繼承父志，將該渠重建整修完成。仍用木梘跨過景美溪，但換為尖底使人無法通行。又於1773年 (乾隆38年) 將取水口改至今碧潭現址 (溪對岸是永豐圳取水口)，再另築導水渠道通往景美溪梘，此水道稱「下埤大圳」。整修過後的瑠公圳，成為灌溉台北市東側的重要水源。

## 轉讓與合併
水圳傳至郭家第三代時，即將大加蚋堡部份權益以4,030兩銀賣給板橋林家的「林安邦」號 (林平侯)。傳到第四代郭章璣時，更因災損嚴重無力修復，於1828年以7,400銀元將一半權利賣給板橋林家「林本源」號。隔年又再連續豪雨破壞水圳，只好再以4200銀元賣出剩下權利。瑠公費半生心血的水圳，在通水五、六十年後即全被他人掌控。此後部份水圳權益交易頻仍，但一直由板橋林家掌握絕大多數。
臺灣總督府於 1901 年頒布〈臺灣公共埤圳規則〉。瑠公圳也就因此與霧裡薛圳、大坪林圳一起被公告為與公共利益有關的「公共埤圳」，受官方監督。到了1907年，更與上埤一起併入受「瑠公水利組合」 (今「瑠公農田水利會」) 管理。到 1910 年，又加入柴頭埤、雙連埤、大竹圍埤、三板橋埤、下埤、上土地公埤、下土地公埤、鴨寮埔埤、牛車埔埤、蝴蝶埤、永春埤、中埤。並修改整理水路，統一水源、填平不須使用的陂塘、廢止多餘的水道。
最後於1917年(大正6年)，官方以5,525圓收購板橋林家名下所有瑠公圳產權，移轉給瑠公水利組合。

## 路線
在今國道3號碧潭橋下取新店溪水，流過新店大坪林，跨景美溪後經景美街區 (清朝時期經景美街，合併後改走景文街)、羅斯福路，在萬盛街處與原霧裡薛圳立體交叉，到公館止為幹線。
之後分成東西兩條幹線：東邊的第一幹線過蟾蜍山北側，沿線經過頂內埔、下內埔、六張犁、興雅庄，到達錫口、上下塔悠庄；西邊的第二幹線（霧裡薛圳）則經公館與今新生南路西側，在溫州街附近分為三條支流，流往中崙、復興北路、古亭。
興福支線
在景美街分出，沿景美山山腳往北，至靜心中學南邊（興福）。

### 第一幹線
自公館開始，後沿著蟾蜍山西側、芳蘭路、辛亥路三段157巷、臥龍街151巷、和平東路三段228巷、信安街向東北行，經六張犁，沿基隆路、延吉街、寧安街，到民生東路四段與光復北路口附近的「司公汴」。此路線部份為日治時期整併興建並非原本清代的瑠公圳。
大安支線
在今民族國中旁分出，進入國立台灣大學校園，流經台大校園內的農場、生態池、舟山路、小椰林道及醉月湖，流經和平東路二段96、175巷最後至大安國中北側大安路二段3巷附近。
本支線常常與板橋林本興一族所興建「大安圳」搞混，實際上兩條水圳無直接關係之外距離也差得很遠。
五分埔支線
基隆路二段「車層汴」處分出，沿信義路南邊在象山公園（原中強公園）接上信義路五段、六段，經福德街抵中坡附近。中有分支延虎林街往北（五分埔）。
靠近山邊有蝴蝶陂、永春陂、中陂等埤塘。
興雅派線
在延吉街與市民大道路口附近的「頂店仔汴」分出，大致沿著市民大道 (原鐵路縱貫線) 南側向東至台鐵台北機廠（興雅）。
中崙派線
「頂店仔汴」分出，沿著市民大道 (原鐵路縱貫線) 南側向西至復興南路一段路口附近（中崙）。
舊里族支線
在八德路三段「蕃仔汴」處分出，至截彎取直前的基隆河河曲（舊里族）。
西支線
民生東路四段與光復北路口附近的「司公汴」分出，經松山機場西南側至民族東路（下埤頭）。
東支線
「司公汴」分出，穿過松山機場至上塔悠、下塔悠，有三條分線。

### 第二幹線
原為霧裡薛圳後段。霧裡薛圳是台北盆地內最早有興建紀錄的水圳，建於清雍正年間，乾隆年間周永清籌措資金重修，灌溉台北市西側；因當時水源來自霧裡薛溪（今景美溪），於是稱為霧裡薛圳。後段併入瑠公水利組合後，前段改為排水溝渠，導入新店溪內，現今仍有多段跡循可探查。

## 荒廢
1940年代起，隨著台北市產業結構改變與人口移入，農田大量改為建地，而不再需要用水灌溉，圳道便遭棄置，填平改為道路、改建為溝渠，甚至直接被排入污水。到了2000年後，瑠公圳幹線僅剩新店區約五公里渠道。

## 遺跡

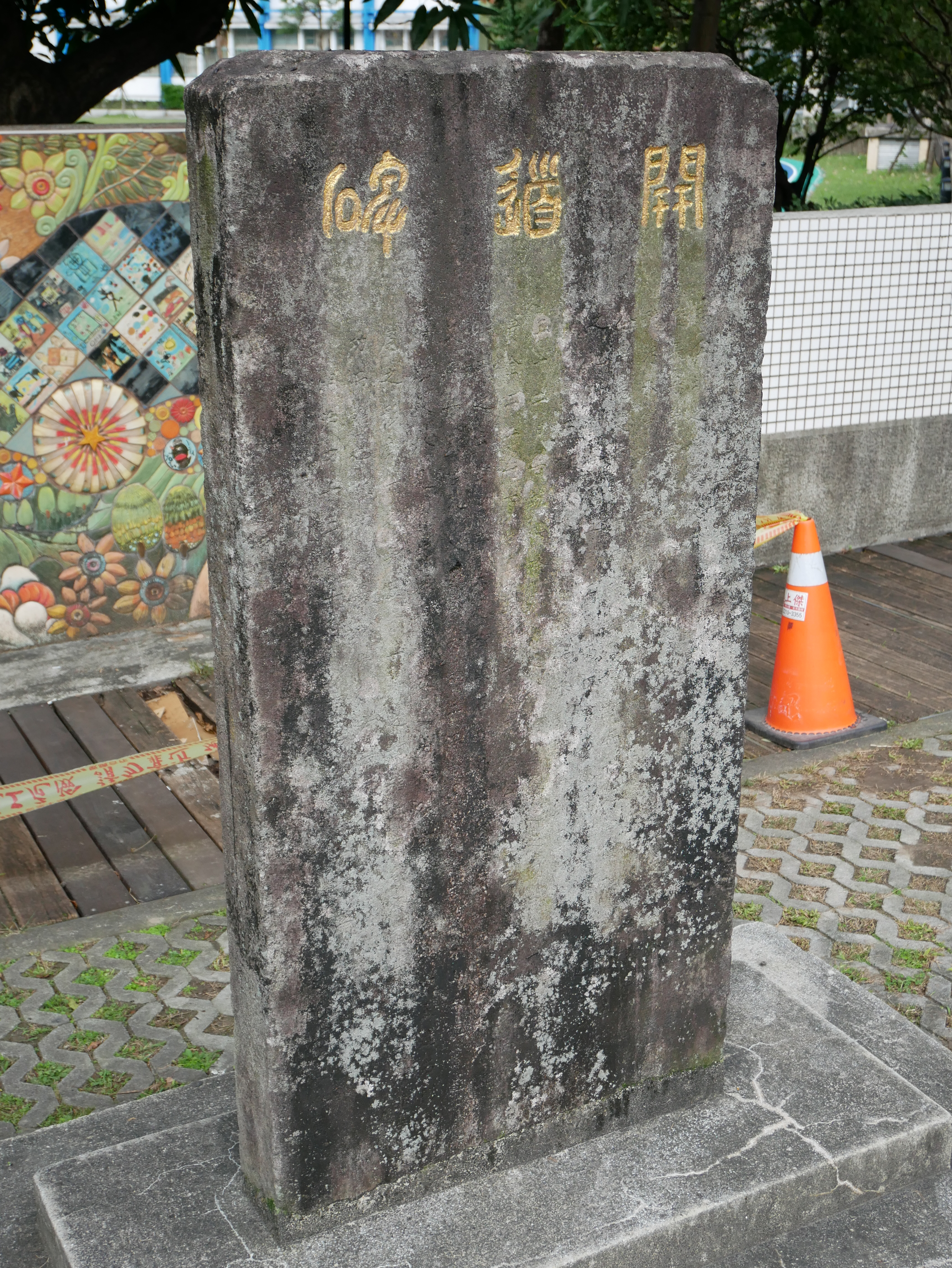
景尾街開道碑

- 引水石硿：新北市新店區新店路65號「開天宮」下方，目前因崩壞而暫停開放。 (在最初幾年間與大坪林圳共用，郭元芬將取水口改至碧潭後即由大坪林圳獨用。)
- 碧潭取水口：設立「瑠公公園」；原有大型牌樓，但在興建國道3號時拆除。原取水口改為浮雕牆。
- 抽水站：戰後因新店溪水位下降，捨蛇籠堵水、改以抽水機取水；目前已不再使用，保存作為紀念。
- 碧潭到景美溪之間的幹線都仍存在，僅小部份加蓋或改為地下箱涵，但已成為污水排水溝，水質髒臭。
- 景尾街開道碑：位於景美橋旁，記述瑠公圳改道後景美街修路與木柵路一段開闢始末。
- 台灣大學醉月湖：原大安支線、第一霧裡薛支線間農用池埤。
- 台灣大學水工所旁：大安支線。
- 和平東路二段118巷2弄：跨大安支線的小橋護欄遺跡。
- 溫州街45巷：第二霧裡薛支線。
- 泰順街38巷口：跨第二霧裡薛支線的小橋護欄遺跡。
- 民族東路與敦化北路交界口︰機場邊界，旁邊為台北市植栽道路用的台北花圃，現階段仍有水流動，機場的水會經過污水處理排放，水質髒臭，流向基隆河。

## 誤用
- 瑠公圳公園︰實質上是另一個灌溉系統「大灣」的其中一部份，算是自然形成的溪流從六張犁附近流下，沿著現今安和路經過仁愛圓環一帶時人工截流而成大型的「陂」，與瑠公圳沒有直接關係。
- 堀川（今新生南北路）︰1933年興建「特一號排水」，1972年改為水泥箱涵，並加蓋埋在地下。很多人將「特一號排水」也稱為瑠公圳，係因誤以為台灣大學西側的路段就是第二霧裡薛支線，實際上僅有小段路線相鄰。

## 重建與重現
在瑠公圳停灌之後，位於台大校園內的大安支線和第一霧里薛圳支線，因校地整建，圳道被填平或加蓋。2001年台大校務會議通過「瑠公圳台大段親水空間復育計畫」，計畫的路線以舊圳道為主，南端為農學院實驗農場，經舟山路、振興草坪、小椰林東緣、思亮館前、轉數學館前，達醉月湖，全長1.8公里。
2005年，台北市政府興起重現瑠公圳計劃，不過以「綠之網」 為代稱的該計劃，其路線規模尚未確定。
臺北縣政府（五都改制後改為新北市政府）則希望藉由重新規劃新店溪段及民眾參與，針對瑠公圳二側整體景觀風貌改善，還給在地居民一個公共空間，並賦予瑠公圳重現風華的機會，促進觀光、使休閒發展及碧潭風景區之腹地擴大。

## 評論
- 馮忠鵬：「如果拿漢人開鑿的瑠公圳與日人建構的嘉南屏東大圳相較，前者採用最原始的方法，用生命與汗水去為自己漢人的農田建築灌溉渠道，生產的稻米供給北部漢人自己生活所需；後者使用較為先進的工法，為殖民地農民建築完整的灌溉渠道，增加的稻米收成供給糧食緊缺的母國。」「最近有學者專家倡議要比照韓國漢城的清溪川，讓瑠公圳從台北盆地的地底下重見陽光。如果能夠實現，不但讓雙北有條恢復生態的親水河渠，更可以讓後人緬懷先人的智慧、勇氣與遺愛，對漢人祖先曾經對台灣這塊土地所流過的血與汗，永誌不忘。」[7]

## 外部連結
- 台灣大學農業試驗場-瑠公圳臺灣大學農場生態池的虛擬實境導覽以及簡介 （页面存档备份，存于）
- 台北市瑠公農田水利會 （页面存档备份，存于）(失效連結)
- 瑠公圳圳路分布圖 （页面存档备份，存于）
- 瑠公圳相關圖籍 /臺灣水圳文化網 （页面存档备份，存于）
- 瑠公圳、霧裡薛圳、大坪林圳的水路標於 Google 地圖上